# Curtil-Vergy
Curtil-Vergy è un comune francese di 113 abitanti situato nel dipartimento della Côte-d'Or nella regione della Borgogna-Franca Contea.

## Società

### Evoluzione demografica
Abitanti censiti